# دومينيك فرانك
دومينيك فرانك (بالألمانية: Dominik Franke)‏ هو لاعب كرة قدم ألماني، ولد في 5 أكتوبر 1998 في ريزا في ألمانيا. لعب مع فيهين فيسبادن.

## وصلات خارجية
- دومينيك فرانك على موقع الاتحاد الدولي (مؤرشف)  (الإنجليزية)
- دومينيك فرانك على موقع الاتحاد الأوربي (الإنجليزية)
- دومينيك فرانك على موقع قاعدة بيانات كرة القدم.إي يو (الإنجليزية)
- دومينيك فرانك على موقع Soccerway.com (الإنجليزية)
- دومينيك فرانك على موقع عالم كرة القدم.نت (الإنجليزية)